# Bom Despacho
Bom Despacho è un comune del Brasile nello Stato del Minas Gerais, parte della mesoregione Central Mineira e della microregione di Bom Despacho.  Con una superficie di 1213,5 km², si trova a 156 km da Belo Horizonte, ad un'altitudine di 768 metri. È collegata ai principali centri urbani della regione tramite strade asfaltate come la BR-262 e la MG-164, quest'ultima collega il comune alla BR-040.
La città ha accolto, oltre ai conquistadores portoghesi e agli indigeni americani, comunità di immigrati italiani, tedeschi, svizzeri, libanesi, giapponesi e cinesi. Oltre a questi, ha una ricca storia legata alla cultura africana, con una comunità che ha una propria lingua derivata dal portoghese e dalle lingue della Costa da Mina.

## Storia
Il processo di occupazione del comune ebbe inizio verso il 1770, quando fu eretta la Igreja da Cruz do Monte. Nelle vicinanze della chiesa furono costruite delle strutture che contribuirono alla formazione dell'insediamento di Nossa Senhora do Bom Despacho
La storia di Bom Despacho ha origine durante il periodo coloniale brasiliano, in cui gran parte della vasta regione della capitania di Minas Gerais era coperta da fitte foreste. Queste terre furono esplorate dai bandeirantes, e secondo le evidenze archeologiche, in origine erano abitate dagli indigeni cataguás.
L'occupazione effettiva della regione avvenne con l'arrivo nel 1758 di una delle squadre incaricate di combattere i quilombos. Le milizie di Pitangui iniziarono a sopprimere i quilombos e, in cerca di rifugio e protezione, si stabilirono nella regione attuale di Cruz do Monte. Questo luogo serviva anche come postazione di osservazione per i combattenti. Secondo Freitas, il numero di miliziani che si diressero verso la zona di Picão fu considerevole. Un piccolo numero di colonizzatori divenne noto, tra cui i sottotenenti Barnabé Alves, Custódio Vieira Lanhoso, Luís Ribeiro da Silva e due capitani, João Gonçalves Paredes e Pedro Vaz de Melo. In poco tempo, fu costruita una cappella sul luogo. Secondo la storica Sônia Queiroz, nel 1765 la regione contava già 24 case, i cui abitanti si dedicavano all'allevamento di bestiame e all'agricoltura per scopi di sussistenza.
Nel 1813 furono registrati alcuni dati statistici su Bom Despacho, che indicavano una popolazione stimata di 1 532 abitanti. Di questi, i liberi erano: 559 bianchi, 492 "mulatti" e 41 neri. Inoltre, c'erano 416 neri e 24 "mulatti" schiavizzati. A quel tempo, il villaggio contava già su un insegnante privato, Miguel Furtado de Mendonça, responsabile dell'educazione dei figli dell'aristocrazia rurale che dominava la regione. Nel 1853 fu fondato il primo negozio nel villaggio, la Casa Assumpção. Il proprietario era Faustino Antônio Assumpção e il suo negozio era famoso per vendere un po' di tutto: tessuti, ferramenta, merceria, materiali da costruzione, bevande, cereali, macelleria, verdure, olio lubrificante, giocattoli, bare e una vasta gamma di merci. Successivamente, all'esterno del negozio sarebbe stata installata una pompa di benzina. Il piccolo distretto ha iniziato a svilupparsi nel corso degli anni 1800 e non sarebbe passato molto tempo prima che il tema dell'emancipazione emergesse.
Nel 1880, la parrocchia di Bom Despacho si separò da Pitangui e divenne parte del comune di Inhaúma, attuale Santo Antônio do Monte. In questo periodo, Bom Despacho aveva come parroco il italiano Nicolau Ângelo Del Duca, nato il 4 ottobre 1840 a Poderia, Celle di Bulgheria, Salerno, Campania, Italia. Come sostenitore della località, guidò un gruppo di cittadini per difendere l'indipendenza municipale. Il sacerdote era una figura di leadership tra la popolazione e per anni, insieme alla comunità, richiese l'elevazione del villaggio al rango di comune.
Il 30 agosto 1911, attraverso la Legge n° 556, Bom Despacho fu elevata al rango di comune.  In quel contesto, la città aveva solo duemila abitanti nell'area urbana e sedicimila in tutto il territorio.
Negli anni successivi, tra il 1912 e il 1920, furono creati la prima scuola pubblica statale, il Gruppo Scolastico di Bom Despacho - attuale Scuola Municipale Coronel Praxedes. Furono inoltre creati il Tribunale, la Prigione, il Club Bom Despacho, l'Aeroclub e fu fondata la Companhia Força e Luz de Bom Despacho, nonché la costruzione della Santa Casa. All'inizio degli anni '20, fu consolidata la costruzione della Ferrovia Paracatu, che portò sviluppo sociale, urbano e culturale a Bom Despacho. Un progetto di questa portata richiedeva, oltre a risorse finanziarie, risorse umane. Pertanto, molti lavoratori migrarono verso la città alla ricerca di impiego nella ferrovia. Per accoglierli, furono costruiti magazzini per l'alloggio dei dipendenti, officine per la riparazione delle locomotive, l'Ufficio Centrale e un Villaggio Operaio dei Dipendenti della Ferrovia Paracatu, costruito nel 1927. La Stazione Ferroviaria fu inaugurata il 21 ottobre 1921 e segnò un periodo di sviluppo urbano, economico, sociale e culturale della città.

### Immigrazione
Il primo immigrante a Bom Despacho è probabilmente stato il parroco Nicolau Angelo del Duca, originario di Salerno. Dopo di lui, i parroci João (Johannes) Heffels e Henrique (Heinrich) Hesse, di nazionalità tedesca, e Tiago (Jacobus) Eussen, di nazionalità olandese, furono religiosi che emigrarono a Bom Despacho.
Negli anni '20, Bom Despacho ha accolto due colonie di immigrati stranieri, principalmente di nazionalità tedesca. Oggi, la tradizione e la storia di questi immigrati sono quasi completamente dimenticate.
Il flusso di stranieri verso le terre brasiliane si era ridotto notevolmente a causa della Prima Guerra Mondiale (1914-1918), ma è cresciuto a causa della situazione dei paesi europei dopo il conflitto. Attraverso il Ministero dell'Agricoltura del Presidente dello Stato di Minas Gerais, Artur Bernardes, e del sindaco di Bom Despacho, Faustino Assunção, sono state istituite nel territorio del comune la Colonia Álvaro da Silveira nel 1920 e la Colonia David Campista nel 1921.